# Odontosabula licenti
Odontosabula licenti är en tvåvingeart som först beskrevs av Seguy 1952.  Odontosabula licenti ingår i släktet Odontosabula och familjen vedflugor. Inga underarter finns listade i Catalogue of Life.